# 余彥誠
余彥誠，德興人。明朝政治人物。
余彥誠早年为安陸州知州，后因徵稅愆期应当被逮捕，当地父老伏闕乞留。明太祖得知后，賜宴嘉賞，遣還。之后升为永州府知府，官至河東鹽運使。